# Dysdera azerbajdzhanica
Dysdera azerbajdzhanica là một loài nhện trong họ Dysderidae.
Loài này thuộc chi Dysdera. Dysdera azerbajdzhanica được miêu tả năm 1956 bởi Charitonov.